# 颱風丹娜絲 (2025年)
颱風丹娜絲（英語：Typhoon Danas，國際編號：2504，聯合颱風警報中心：WP052025，菲律賓大氣地球物理和天文管理局：Bising），是2025年太平洋颱風季第4個被命名的熱帶氣旋。「丹娜絲」一名由菲律賓提供，是體驗及感受的意思。
丹娜絲於2025年7月上旬在雅浦島東南方對開海域生成，於南海東北部採取「Z」形路徑，先以近乎直角的角度急轉向東北接近臺灣，登陸臺灣西岸後在東海再次西折，移向浙江至福建一帶。丹娜絲是1958年後，第一個登陸嘉義縣的風暴。

## 發展過程
一道廣闊低壓槽於2025年6月下旬在南海至西北太平洋持續發展，當中一個低壓區於6月28日在雅浦島東南方海域生成，美國海軍研究實驗室給予其熱帶擾動編號98W。隨後數日該系統移至菲律賓呂宋以東海域，於7月3日經呂宋海峽移入南海東北部，同時逐漸展現螺旋性和開始發展出低層環流中心，日本氣象廳在7月4日凌晨2時把該系統升格為熱帶低氣壓，6小時後對其發佈烈風警報，即表示系統可能於1日內增強為熱帶風暴。與此同時，聯合颱風警報中心、中國國家氣象中心、台灣中央氣象署同步於早上8時把該低壓區升為熱帶低氣壓，當中聯合颱風警報中心對該系統給予熱帶氣旋編號05W，臺灣中央氣象署則給予編號TD06。香港天文台亦於凌晨5時45分表示南海東北部的低壓區正逐漸增強，「一個熱帶氣旋似乎在形成中」，至上午9時半把該系統升格為熱帶低氣壓。中國東南部上空有一個高壓區單體，由於其勢力較弱，導致南海北部猶如陷入鞍型氣壓場，當日該熱帶低氣壓緩慢西移，在南海東北部徘徊。採用1分鐘平均風速的聯合颱風警報中心在當晚8時率先把該熱帶低氣壓升格為熱帶風暴。香港天文台與日本氣象廳亦分別於翌日（7月5日）凌晨1時45分及3時把該系統升為熱帶風暴，日本氣象廳把該熱帶風暴命名「丹娜絲」，給予國際編號2504；而台灣中央氣象署也在凌晨2時把丹娜絲升格為輕度颱風。
受惠於水溫達攝氏29度的炎熱海水及垂直風切變微弱的良好環境，丹娜絲在7月5日迅速而顯著增強，衞星雲圖上可見其發展出中心密集雲團。香港天文台於7月5日上午11時把丹娜絲升為強烈熱帶風暴。隨著菲律賓一帶的赤道反氣旋加強，丹娜絲亦在當日開始出現近乎直角的轉向，改為向北至東北推進，但移速仍然緩慢。日本氣象廳延至翌日（6日）凌晨2時才把丹娜絲升為強烈熱帶風暴，但不久後香港天文台已於凌晨2時45分把丹娜絲進一步升為颱風。丹娜絲加速向東北至東北偏北推進，進入臺灣海峽，其風眼結構在臺灣中央氣象署雷達圖上清晰可見，臺灣中央氣象署在上午11時半把丹娜絲升格為中度颱風；日本氣象廳則要到當晚8時50分才正式把丹娜絲升為颱風，較其餘官方氣象部門明顯滯後，此時採用2分鐘平均風速的中國國家氣象中心更已把丹娜絲進一步升格為強颱風。
7月6日入夜後丹娜絲達到強度巔峰並繼續逼近臺灣西岸，與此同時丹娜絲東北面、被臺灣中央山脈分隔的外圍雨帶內有一「背風低壓」發展，與丹娜絲的中心互相拉扯，以致丹娜絲採取較預期更為偏東北的路徑。臺灣中央氣象署宣佈丹娜絲於晚上11時40分在嘉義縣布袋鎮登陸。由於在丹娜絲登陸前後，台南遭到風暴眼壁東南側橫掃，實測持續風速超過每小時150公里，因此香港天文台於7月7日凌晨12時半亦把丹娜絲升為強颱風，但只維持3小時即降回颱風。受中央山脈地形破壞，丹娜絲在7月7日凌晨沿山脈西側北上時快速減弱，風眼旋即被填塞，中心密集雲團亦逐步瓦解，臺灣中央氣象署在早上6時把丹娜絲降為輕度颱風，而香港天文台於早上7時45分把丹娜絲進一步降為強烈熱帶風暴。丹娜絲在早上經臺灣海峽北端移出東海，中午起減速移動並繼續減弱，香港天文台於下午6時半把丹娜絲降格為熱帶風暴。
丹娜絲在東海徘徊大半日後，於7月8日早上開始受到系統北面的高壓區引導，再度急轉為向西至西南偏西移動，逼近浙江一帶，中國國家氣象中心宣佈丹娜絲於晚上9時25分左右在溫州市洞頭區沿海登陸，至晚上11時45分在溫州瑞安市沿海再度登陸。受到陸地摩擦，丹娜絲的中心環流在7月9日逐漸崩潰，臺灣中央氣象署在凌晨2時把丹娜絲降為熱帶性低氣壓，而日本氣象廳和香港天文台亦分別在上午9時及11時45分把丹娜絲降為熱帶低氣壓。隨著丹娜絲繼續採取偏西南路徑，移入福建及橫過中國東南部內陸，丹娜絲的低層環流中心開始變得難以辨認，香港天文台在當晚11時15分把丹娜絲降為低壓區；然而丹娜絲的殘餘為華南沿岸至台灣一帶引入活躍西南季候風，並帶來持續大雨。

## 影響

### 菲律賓
當地發出之最高風暴信號：一號風暴信號
受到丹娜絲和西南氣流的共同影響，菲律賓呂宋出現狂風暴雨，在馬尼拉超過13000人受災。

### 香港
當地發出之最高熱帶氣旋警告信號： 一號戒備信號
香港天文台於7月3日中午12時正發出「特別天氣提示」，表示呂宋以北的低壓區會於隨後一兩日逐漸發展成熱帶氣旋，但其後路徑存在變數。隨著丹娜絲於7月4日上午在南海增強為熱帶低氣壓，天文台於當日下午12時20分發出一號戒備信號，當時丹娜絲集結在香港之東南約560公里。天文台同時表示，丹娜絲環流細小且移動緩慢，一號信號將維持至翌日（5日）中午。受丹娜絲的外圍下沉氣流影響，7月5日香港天氣極端酷熱，多處地方氣溫升至攝氏35度或以上。丹娜絲於當日下午2時最接近香港，在香港之東南偏東約390公里掠過。由於丹娜絲開始轉向北至東北移動，因此天文台於當日下午4時45分表示，一號信號會將會維持至7月6日中午；當丹娜絲對香港威脅解除時，會取消所有熱帶氣旋警告信號。天文台在7月6日下午2時20分取消所有熱帶氣旋警告信號，當時丹娜絲移至香港以東約480公里。
因應丹娜絲重新靠近香港，天文台在7月9日中午12時再次發出「特別天氣提示」，表示丹娜絲會在當日至翌日（7月10日）往西南移動，進入廣東並逐漸減弱，其殘餘可能在廣州附近掠過，而南側的活躍西南季候風會在7月10日至11日普遍影響珠江口一帶。天文台指根據過往經驗，丹娜絲的殘餘有機會為香港帶來暴雨及狂風雷暴，在暴雨及較強西南季候風的共同影響下，珠江口一帶的天氣會較為惡劣，呼籲市民留意天文台最新的天氣預測。受丹娜絲的殘餘雨帶支配，9日晚間香港天氣急劇轉壞，出現暴雨及狂風雷暴，天文台在晚上11時45分一度發出紅色暴雨警告信號並維持1小時；翌日（10日）日間更持續受大雨影響，天文台分別在上午9時35分及下午12時40分兩度發出紅色暴雨警告信號，亦即在13小時內三度發出。在10日晚上10時的過去24小時，多處地方錄得超過140毫米雨量。在7月9至10日期間，受丹娜絲的殘餘雨帶及西南季候風共同影響，天文台測風網絡8個指定自動氣象站有4個錄得強風，若天文台發出熱帶氣旋警告信號，便已代表三號信號達標。教育局除宣佈7月10日所有下午校停課外，政府「應對極端天氣督導委員會」更是1998年暴雨警告信號改制（之前1997年7月曾試過就暴雨提前宣佈翌日停課，當時前一天晚上公佈，提前幅度較少）後首次就暴雨天氣提前1日宣佈7月11日所有日校停課，該日的中一入學註冊順延至7月14日。惟7月11日香港早上至中午的天氣大致穩定，部分地區甚至轉晴，未有預期的暴雨及狂風雷暴，惹起市民爭議，當局宣佈停課的決定被質疑過早。政務司司長陳國基於社交平台就此事件回應，稱即使天氣瞬息萬變而令預測有偏差，都認為應該「寧安全、莫後悔」；保障市民生命安全是政府首要任務，停課是艱難決定。據了解，提早宣佈停課由陳國基親自決定，並稱是為了避免市民怪責天文台及教育局。

### 澳門
當地發出之最高熱帶氣旋警告信號： 一號風球
澳門氣象局於7月3日下午1時表示位於呂宋附近的低壓區會進一步發展和移向南海。在7月4日上午10時，氣象局表示低壓區已經增強為熱帶低氣壓。氣象局在下午1時發出一號風球，當時丹娜絲位於澳門之東南約610公里，並且預料會在當日維持，而改發三號風球和藍色風暴潮警告信號的可能性分別為較低和低。由於丹娜絲帶來的外圍下沉氣流和高空反氣旋持續影響澳門，氣象局於7月5日上午11時發出橙色高溫提示，為年內首次，當時澳門普遍氣象站氣溫達到攝氏33度，而外港碼頭氣象站錄得最高氣溫攝氏35.8度。丹娜絲於當日下午5時最接近澳門，在澳門之東南偏東約450公里掠過。在7月6日上午11時，氣象局表示由於丹娜絲已經逐漸遠離澳門，會考慮在未來數小時取消所有熱帶氣旋信號。氣象局在下午1時取消所有熱帶氣旋警告信號，當時丹娜絲位於澳門以東約520公里。

### 中國大陸
國家氣象中心發佈之最高颱風預警信號： 颱風黃色預警信號
國家氣象中心于7月5日早上6时发布台风蓝色预警，同时为应对丹娜丝带来的影响，該機構於下午5時启动重大气象灾害（台风）四级应急响应，下午6时發佈台风黄色预警。
国家海洋预报台于7月5日16时发布海浪黄色警报，6日8时发布风暴潮蓝色警报，随着丹娜丝进一步减弱，9日8时海浪警报解除，10时台风风暴潮警报解除。
国家防总于7月5日针对福建、广东启动防汛防台风四级应急响应，并派出工作组赶赴福建协助指导防汛防台风工作，同日国家防总办公室、应急管理部组织联合会商，研判雨情汛情风情发展态势，视频调度福建、广东等省份，督促落细落实防汛防台风各项责任和措施。

#### 福建
福建省氣象台發佈之最高颱風預警信號： 颱風黃色預警信號
福建省气象局于7月4日上午11时启动重大气象灾害（台风）Ⅳ级应急响应，同时要求位于台湾浅滩渔场、闽南渔场和闽中渔场的海上作业渔船5日下午6时之前全部就近到港避风；位于闽东渔场、闽外渔场和钓鱼岛海域的海上作业渔船务必于6日上午10时之前全部就近到港避风，人员做好撤离准备。5日11时提升至Ш级应急响应。
受丹娜丝影响，福建沿海76条客渡运航线、193艘客渡船停航，其中厦金、泉金、两马、黄马等4条两岸“小三通”客运航线全部停航，104个水上工程项目全部停工；7月9日福州市全市停課。
7月10日20时到11日17时，受丹娜丝残余环流影響，厦门市普降暴雨到大暴雨。廈門城區出現积水、内涝。部分旅客列车限速、晚点。厦门机场有航班延误，輪船航线停航。

#### 浙江
浙江省氣象台發佈之最高颱風預警信號： 颱風黃色預警信號
丹娜絲於7月8日晚上9時25分登陸浙江省溫州市洞頭區，全省147条客运航线停航，所有水工项目停工。浙江多趟列车停运。

#### 广东
廣東省氣象台發佈之最高颱風預警信號： 颱風黃色預警信號
广东省防汛防旱防风总指挥部于7月5日上午9时启动防风Ⅳ级应急响应，同时要求4日晚上8时前，珠江口以东（含深圳）海域落实所有海上作业渔船前全部回港避风，所有渔排养殖和海洋牧场人员全部上岸避险，海上风电施工平台人员全部撤离，海钓船、潜水等休闲船艇和乡镇船艇等禁止出海。随着丹娜丝远离广东，7日9时终止防风Ⅳ级应急响应。受丹娜丝残余环流及西南季风影响，9日16时启动防汛Ⅳ级应急响应，直至12日15时终止防汛Ⅳ级应急响应。
因应汕头市气象台于7月5日下午6时26分将台风预警信号升级为黄色，汕头市教育局于7月5日发布《关于台风“丹娜丝”黄色预警信号生效全市学校停课的通知》，要求全市托儿所、幼儿园、中小学校、中等职业学校、技工学校7月6日上午起停课；在台风黄色、橙色、红色或者暴雨红色预警信号解除后安排复课。7月11日至12日，由於丹娜絲残涡滯留广东，該省大部出現強降雨。

### 臺灣
當地發佈之颱風警報：海上陸上颱風警報
| 彭佳嶼 · 22.1 m/s板橋 · －鞍部 · 7.2 m/s竹子湖 · 4.8 m/s淡水 · 10.6 m/s基隆 · 12.5 m/s臺北 · 6.3 m/s新屋 · 14.0 m/s新竹 · 4.8 m/s宜蘭 · 7.3 m/s蘇澳 · －花蓮 · 7.5 m/s成功（新港） · 7.6 m/s臺東 · 4.9 m/s大武 · 4.9 m/s蘭嶼 · 18.3 m/s臺中 · 3.7 m/s梧棲 · －日月潭 · 7.8 m/s阿里山 · 6.2 m/s嘉義 · 20.2 m/s玉山 · 19.2 m/s臺南 · 19.4 m/s高雄 · 7.9 m/s恆春 · 6.9 m/s澎湖 · 9.8 m/s東吉島 · 40.0 m/s金門 · 8.9 m/s馬祖 · 9.6 m/sclass=notpageimage\| 中華民國交通部中央氣象署署屬氣象測站測得最大持續風力。圖例： · 無數據 · 測得5級風或以下 · 測得6至7級風 · 測得8至9級風 · 測得12至15級風 | 彭佳嶼 · 31.4 m/s板橋 · －鞍部 · 18.8 m/s竹子湖 · 14.7 m/s淡水 · 18.6 m/s基隆 · 24.2 m/s臺北 · 15.1 m/s新屋 · 21.3 m/s新竹 · 12.0 m/s宜蘭 · 14.8 m/s蘇澳 · －花蓮 · 11.0 m/s成功（新港） · 13.6 m/s臺東 · 11.2 m/s大武 · 13.3 m/s蘭嶼 · 26.9 m/s臺中 · 9.4 m/s梧棲 · －日月潭 · 23.0 m/s阿里山 · 20.7 m/s嘉義 · 39.8 m/s玉山 · 37.3 m/s臺南 · 41.1 m/s高雄 · 19.5 m/s恆春 · 14.5 m/s澎湖 · 18.1 m/s東吉島 · 52.4 m/s金門 · 15.5 m/s馬祖 · 15.7 m/sclass=notpageimage\| 中華民國交通部中央氣象署署屬氣象測站測得最大陣風。圖例： · 無數據 · 測得5級風或以下 · 測得6至7級風 · 測得8至9級風 · 測得10至11級風 · 測得12至15級風 · 測得16級風或以上 |

由於丹娜絲逐漸增強和開始轉向東北接近臺灣，交通部中央氣象署於2025年7月5日早上8時半發佈海上颱風警報，當時丹娜絲集結在鵝鑾鼻之西南偏西約390公里。首報警戒範圍為東沙島海面、巴士海峽及臺灣海峽南部。受丹娜絲外圍雨帶影響，加上部分區域水溝鐵片未拆除，7月4日及5日晚上大雨下臺中市區多處淹水。隨著丹娜絲進一步加強和逼近，中央氣象署在當晚8時半發佈陸上颱風警報，當時丹娜絲移至鵝鑾鼻之西南偏西約330公里，陸上警戒範圍遍及嘉義以南、恆春半島、澎湖縣、彰化縣、雲林縣、臺中市、臺東縣、新竹縣、新竹市、苗栗縣、花蓮縣、桃園市、新北市。
受風暴影響，嘉義縣市、臺南市、高雄市、屏東縣、澎湖縣（中午12：00起）等6縣市宣佈7月6日停班停課。隔日上午11時半，陸上警戒範圍擴展至除金馬以外所有縣市。臺東縣蘭嶼鄉在7月6日下午1時起停班停課，臺中市、彰化縣、南投縣、雲林縣於7月6日下午6時起和7月7日停止上班上課。新竹縣、新竹市、苗栗縣、嘉義縣、嘉義市、台南市、高雄市、屏東縣、澎湖縣，以及桃園市蘆竹區、大園區、觀音區、新屋區等4區也宣佈於7月7日停班停課。
丹娜絲於7月6日晚上11時40分登陸嘉義縣布袋鎮，為臺灣有記錄以來首個登陸嘉義的颱風，也是繼2024年強烈颱風山陀兒後，連續2年有熱帶氣旋登陸臺灣西岸。屏東牡丹累積雨量達658毫米，雲林口湖鄉宜梧測得17級以上陣風，嘉義、台南沿海有16級強陣風，東吉島為16級陣風；此外嘉義氣象站在颱風眼過後的眼牆短暫觀測到13級強陣風，為1968設站以來第二強，僅次於1986年的颱風韋恩，台南氣象站亦測得13級陣風，為該站自1897年設站以來第3名，僅次於1987年中度颱風傑魯得及1975年中度颱風貝蒂。
丹娜絲登陸期間，在臺灣中南部造成明顯災情，以台南市、嘉義縣市、高雄市和雲林縣最嚴重。其中包括路樹、鷹架和圍牆倒塌；嘉義縣市、高雄、台南七股、雲林莿桐、南投竹山、鹿谷等地區輸電線塔和電線桿傾倒；造成超過100萬戶停電；6萬8367戶停水；台中沙鹿及清水地區淹水；共2死334傷。截至7月21日下午5時，農業產物及民間設施估計損失計32億8050萬元。
丹娜絲的中心於7月7日早上6時從桃園、新竹交界出海，中央氣象署在上午11時半解除陸上颱風警報。隨著丹娜絲繼續北移遠離和進一步減弱，中央氣象署在下午5時半解除所有颱風警報。然而丹娜絲的影響尚未結束，丹娜絲所帶來的偏西北風與偏西南風輻合，形成強烈對流，持續引發大雨。7月8日上午襲擊彰化縣、雲林縣、南投縣等多個中部縣市，其中福興鄉時雨量高達143.5毫米，鹿港鎮多處地區淹水高達50公分，鹿港老街及鹿港天后宮等景點皆無法倖免。而在同日晚上由於丹娜絲殘留雲系形成的低壓帶與西南風結合，形成強烈雷雨，在新竹縣、新竹市、苗栗縣及桃園市等地造成持續將近18小時的豪雨，導致多起災情，並且於7月9日早上中臺灣再度下起大雨，臺中市沙鹿區、龍井區、大雅區等地出現泥流。截至當日下午5時42分，低壓帶已在台灣西部引發10小時的持續豪雨，造成各地嚴重淹水。翌日，由於低壓帶南移，於南台灣發生超大豪雨等級降雨，讓災情雪上加霜。此次由於丹娜絲殘留影響造成的豪雨，台灣中央氣象署稱之為0709豪雨事件。

### 日本
當地發佈之最高風力警報：强风注意警报

## 熱帶氣旋警告使用紀錄

### 菲律賓
| 菲律賓大氣地球物理及天文服務管理局 風暴信號 | 菲律賓大氣地球物理及天文服務管理局 風暴信號 | 菲律賓大氣地球物理及天文服務管理局 風暴信號 |
| ------------------------------------------- | ------------------------------------------- | ------------------------------------------- |
| 上一熱帶氣旋                                | 一號風暴信號                                | 下一熱帶氣旋                                |
| 熱帶低氣壓                                  | 一號風暴信號                                | 強烈熱帶風暴韋帕                            |

### 香港
| 香港天文台 熱帶氣旋警告信號 | 香港天文台 熱帶氣旋警告信號 | 香港天文台 熱帶氣旋警告信號 |
| --------------------------- | --------------------------- | --------------------------- |
| 上一熱帶氣旋                | 一號戒備信號                | 下一熱帶氣旋                |
| 熱帶低氣壓                  | 一號戒備信號                | 颱風韋帕                    |

### 澳門
| 地球物理氣象局 熱帶氣旋信號 | 地球物理氣象局 熱帶氣旋信號 | 地球物理氣象局 熱帶氣旋信號 |
| --------------------------- | --------------------------- | --------------------------- |
| 上一熱帶氣旋                | 一號風球                    | 下一熱帶氣旋                |
| 熱帶低氣壓                  | 一號風球                    | 颱風韋帕                    |

### 中國大陸
| 國家氣象中心 颱風預警信號 | 國家氣象中心 颱風預警信號 | 國家氣象中心 颱風預警信號 |
| ------------------------- | ------------------------- | ------------------------- |
| 上一熱帶氣旋              | 颱風藍色預警信號          | 下一熱帶氣旋              |
| 熱帶低氣壓TD02            | 颱風藍色預警信號          | 颱風韋帕                  |
| 颱風蝴蝶                  | 颱風黃色預警信號          | 颱風韋帕                  |

### 臺灣
| 交通部中央氣象署 颱風警報   | 交通部中央氣象署 颱風警報 | 交通部中央氣象署 颱風警報 |
| --------------------------- | ------------------------- | ------------------------- |
| 上一熱帶氣旋                | 海上颱風警報              | 下一熱帶氣旋              |
| 中度颱風天兔                | 海上颱風警報              | 中度颱風韋帕              |
| 中度颱風天兔                | 陸上颱風警報              | 中度颱風楊柳              |
| 交通部中央氣象署 國家級警報 |                           |                           |
| 強烈颱風康芮                | 颱風強風告警              | 中度颱風楊柳              |

## 外部連結
| 太平洋颱風季             |
| 主題頁 - 專題 - 編輯指南 |

- （英文）颱風2000：各氣象部門對丹娜絲的預測路徑集合

- （日語）日本氣象廳首頁 （页面存档备份，存于）
- （英文）聯合颱風警報中心首頁 （页面存档备份，存于）
- （简体中文）國家氣象中心首頁 （页面存档备份，存于）
- （繁體中文）臺灣中央氣象署首頁 （页面存档备份，存于）
- （繁體中文）香港天文台首頁 （页面存档备份，存于）、實時天氣稿（7月3日、4日、5日、6日、7日、8日、9日、10日、11日）
- （繁體中文）澳門地球物理氣象局首頁 （页面存档备份，存于）
- （英文）菲律賓大氣地球物理和天文管理局首頁 （页面存档备份，存于）
- （英文）菲律賓大氣地球物理和天文管理局 惡劣天氣公告 （页面存档备份，存于）